# Törekvés Művelődési Központ
A Törekvés Művelődési Központ az egyik legrégebbi budapesti művelődési intézmény.

## Története
Budapest a 19. század második felében jelentős gazdasági fejlődést élt át, amely kihatott a város kulturális életére is. Múzeumok, könyvtárak nyíltak, illetve ekkoriban hozták létre az Állatkertet is. Ebbe a sorba illeszkedett az 1888-ban megnyílt Törekvés Dal és Önképző Egylet, amelyből később kifejlődött a Törekvés Művelődési Központ. 1889-ben könyvtárat is létrehoztak hozzá. 
Épülete a Kőbányai úton, az Északi Járműjavító üzem közvetlen szomszédságában kapott helyet. Az 1910-es évekre zenetanfolyamokat is indítottak, 1922-ben pedig filmszínházat (mozit) hoztak létre benne, de normál színház is kialakításra került. Az 1960-as évektől különböző klubok alakultak, illetve egy Táncegyüttes. 1998-ban és 2008-ban kiállításokat nyitottak a nagy múltú épületben.

## Képtár

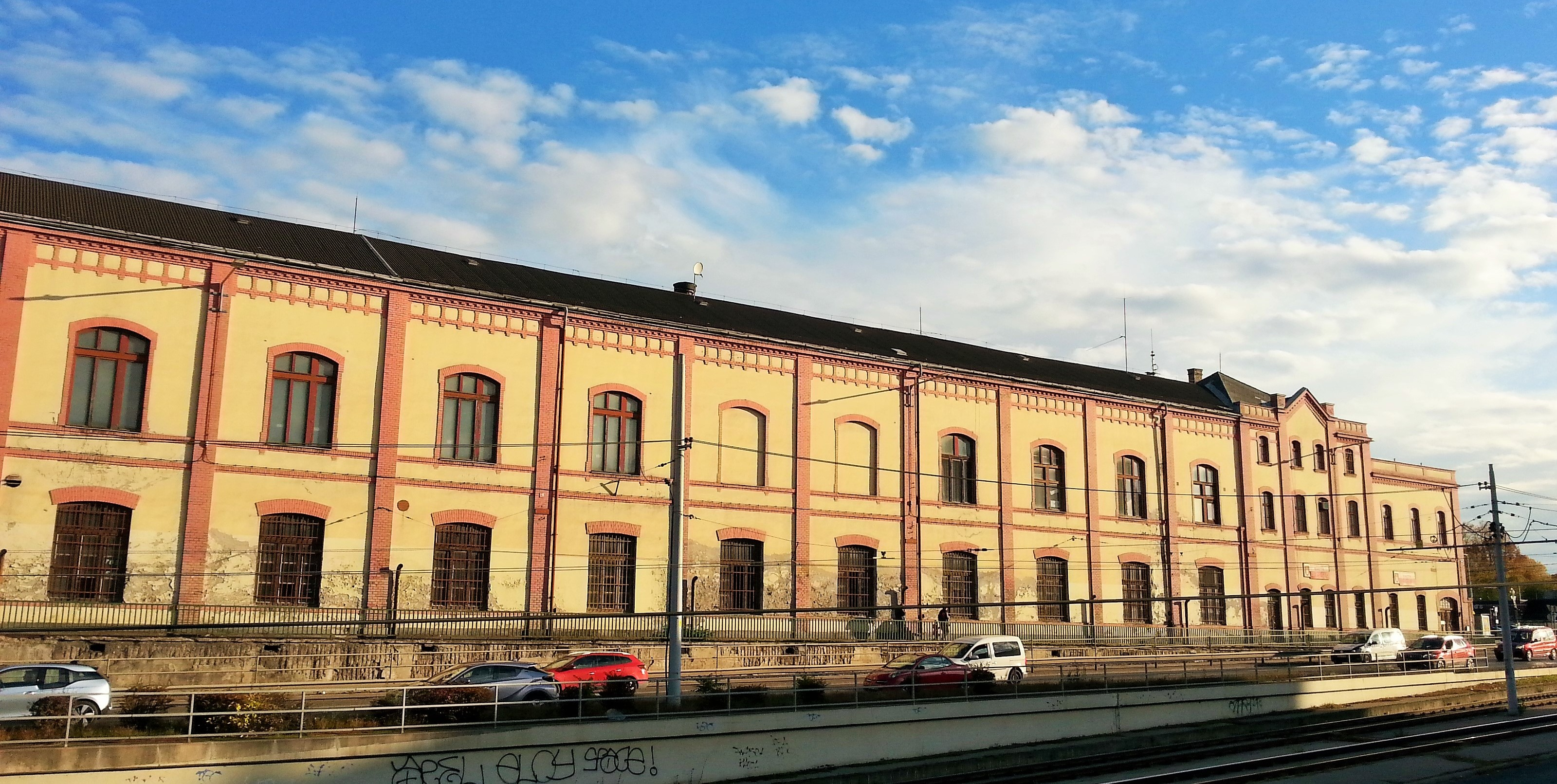
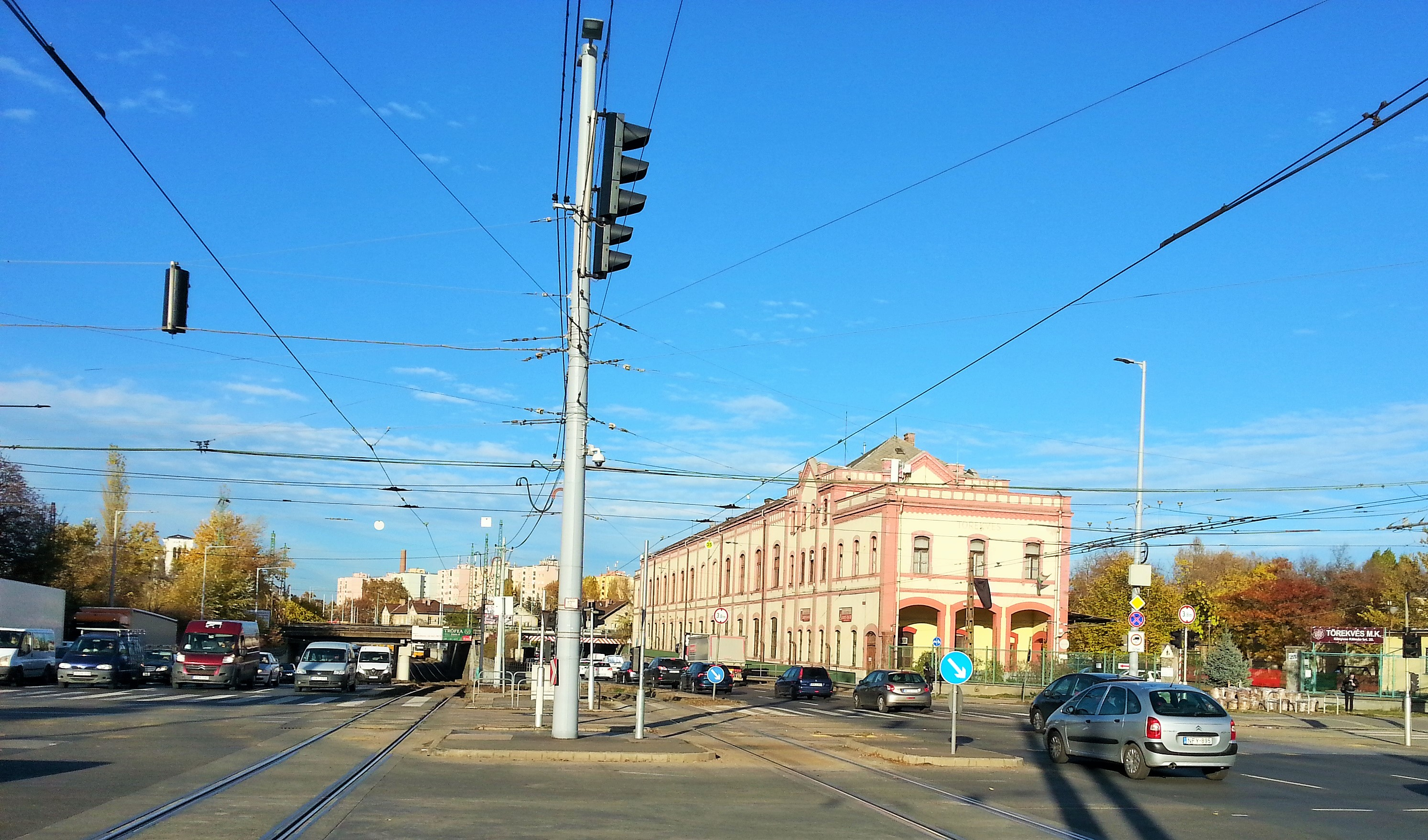
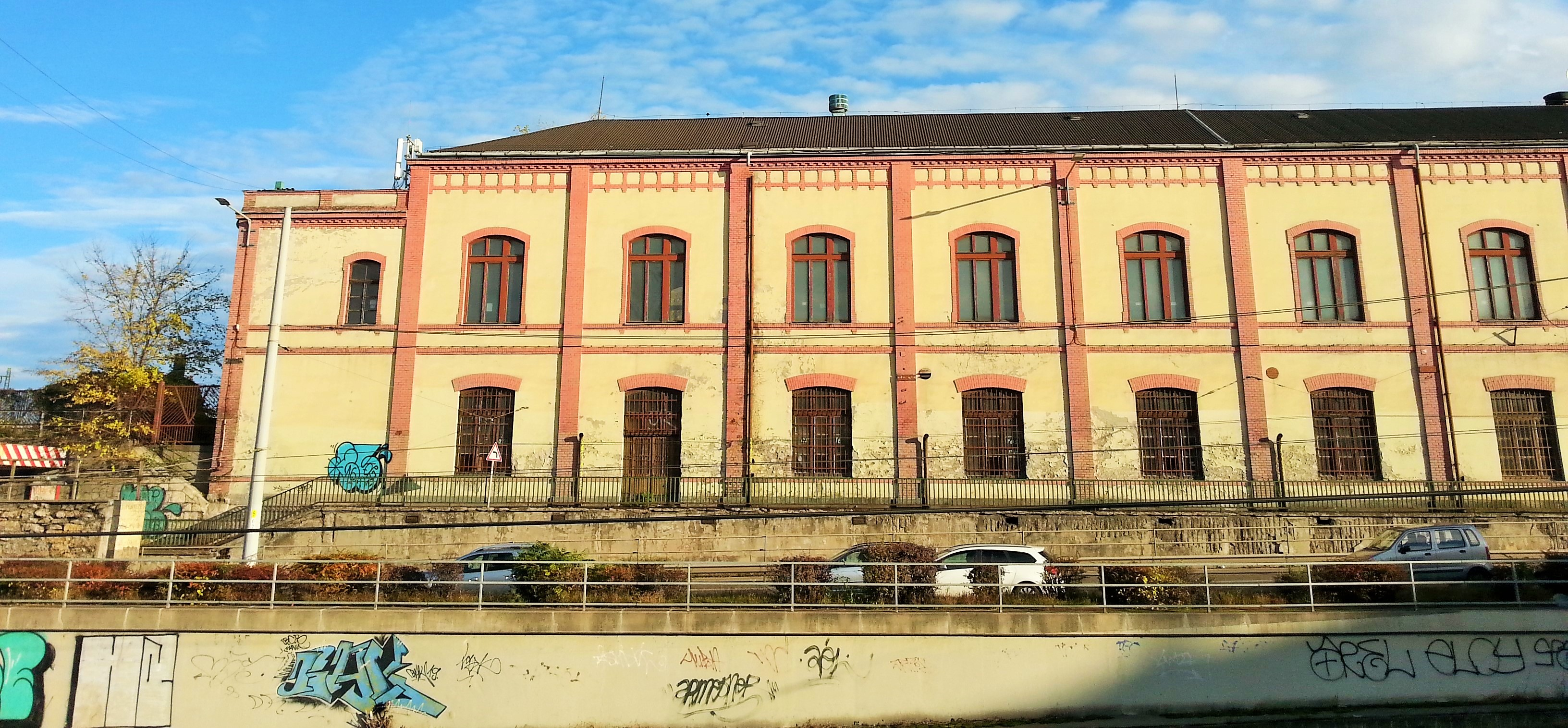
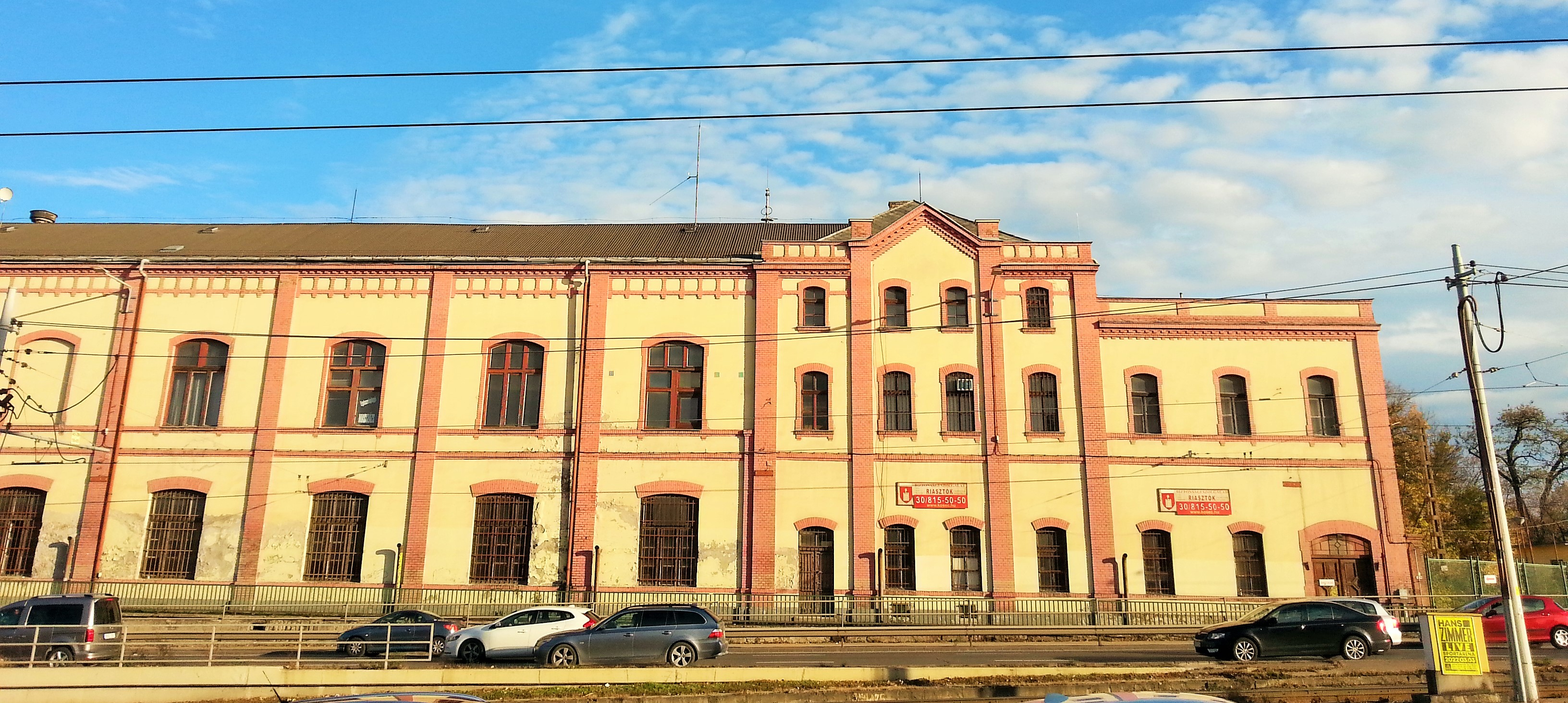
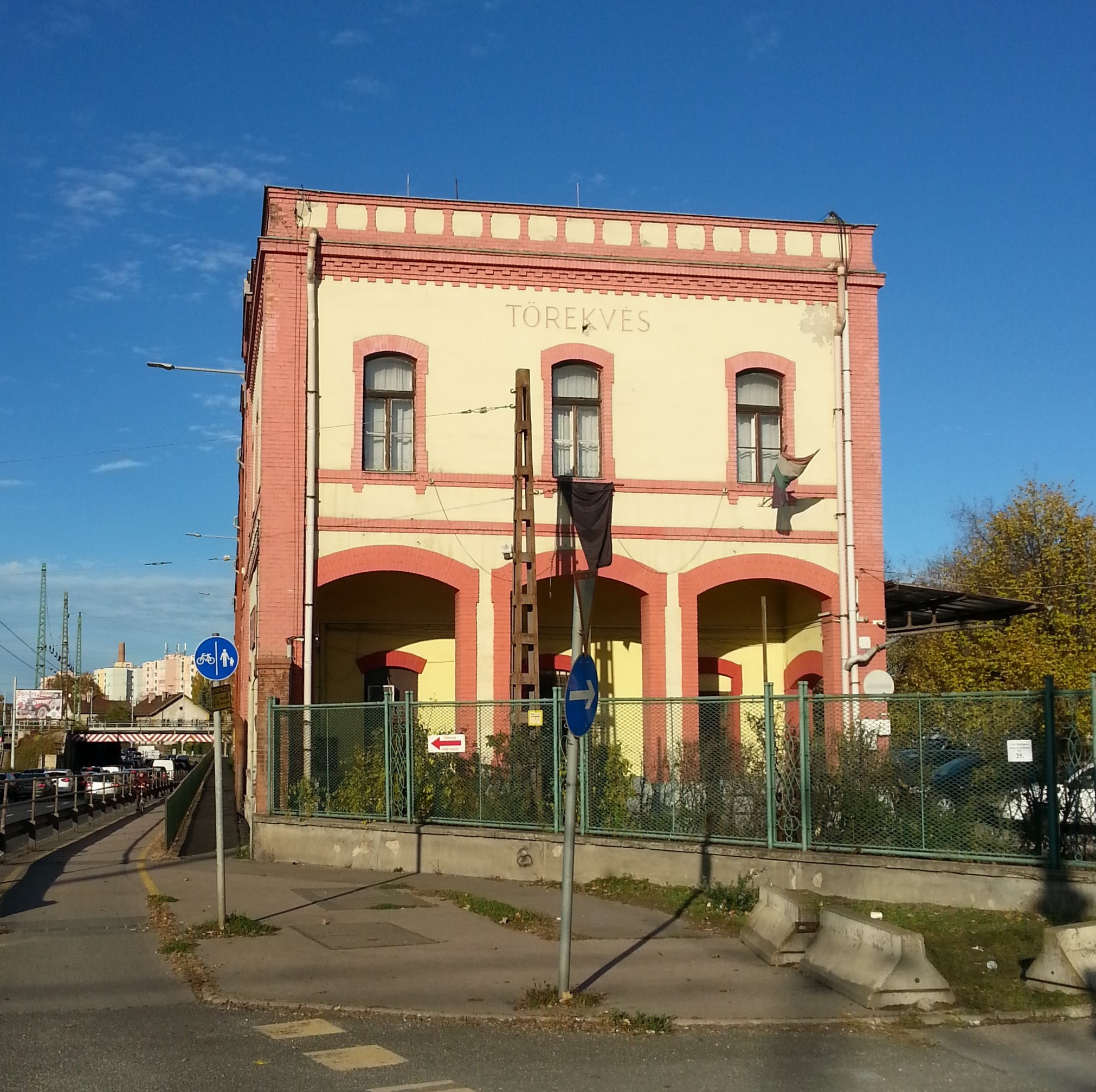
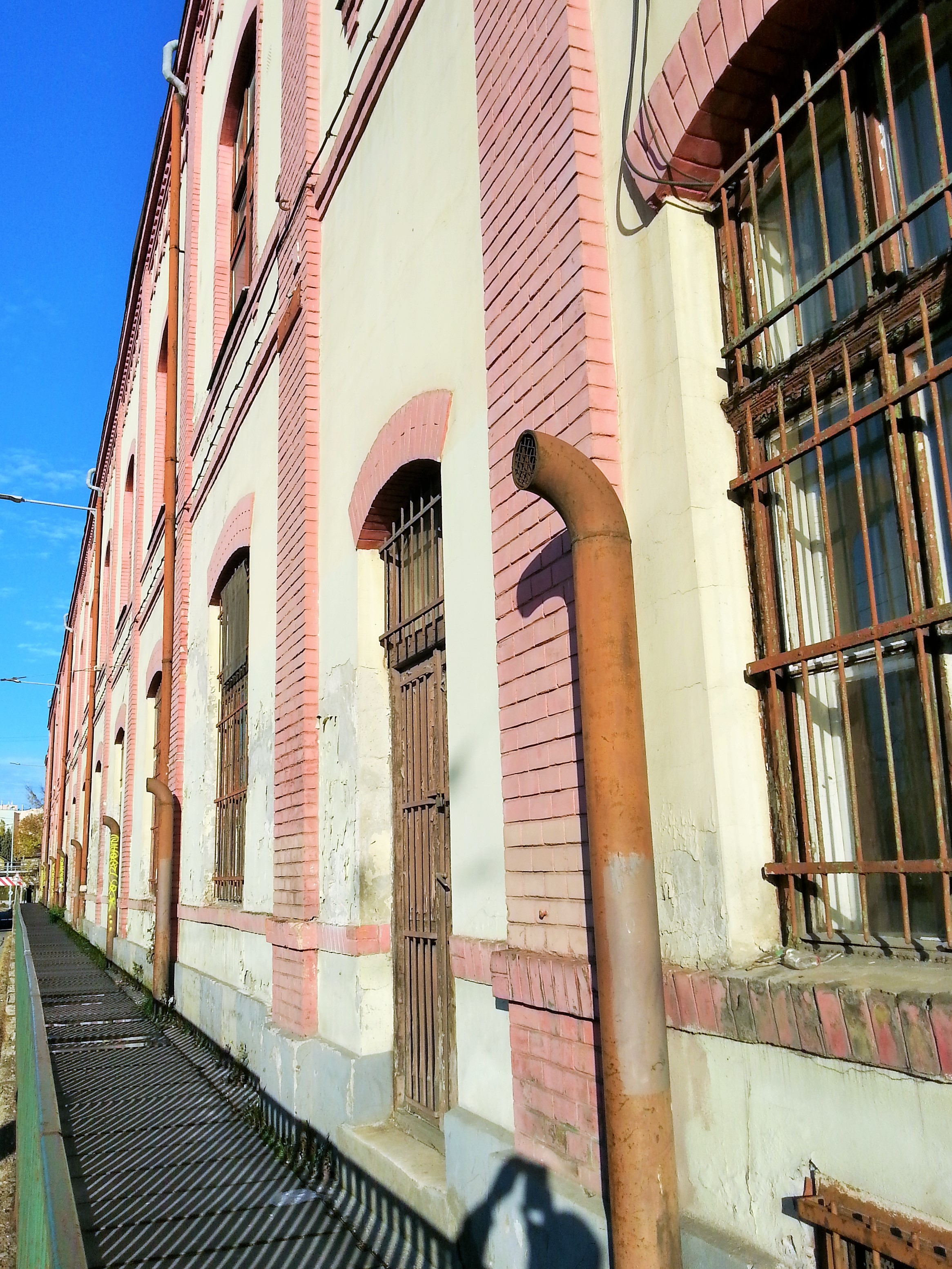
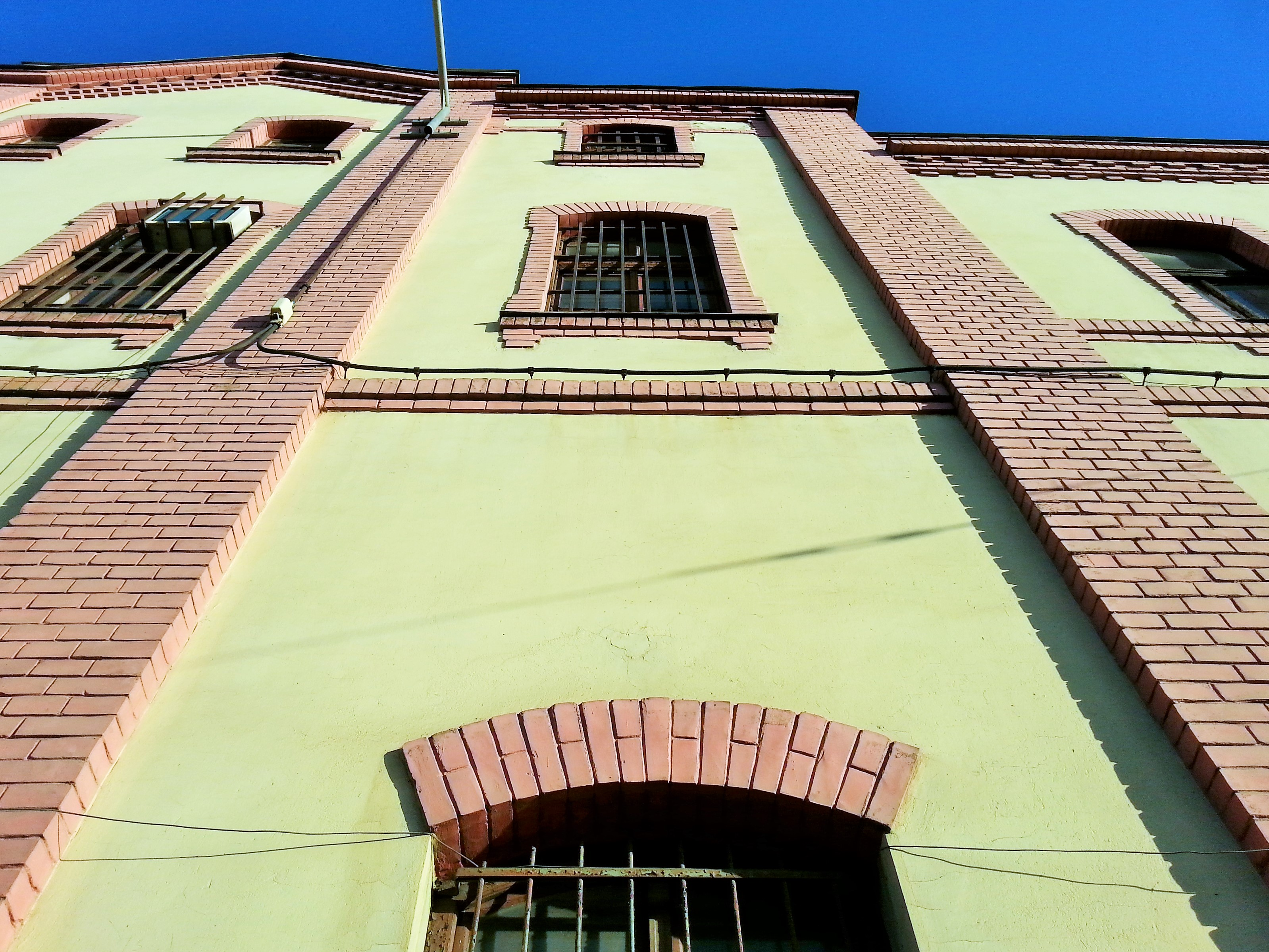
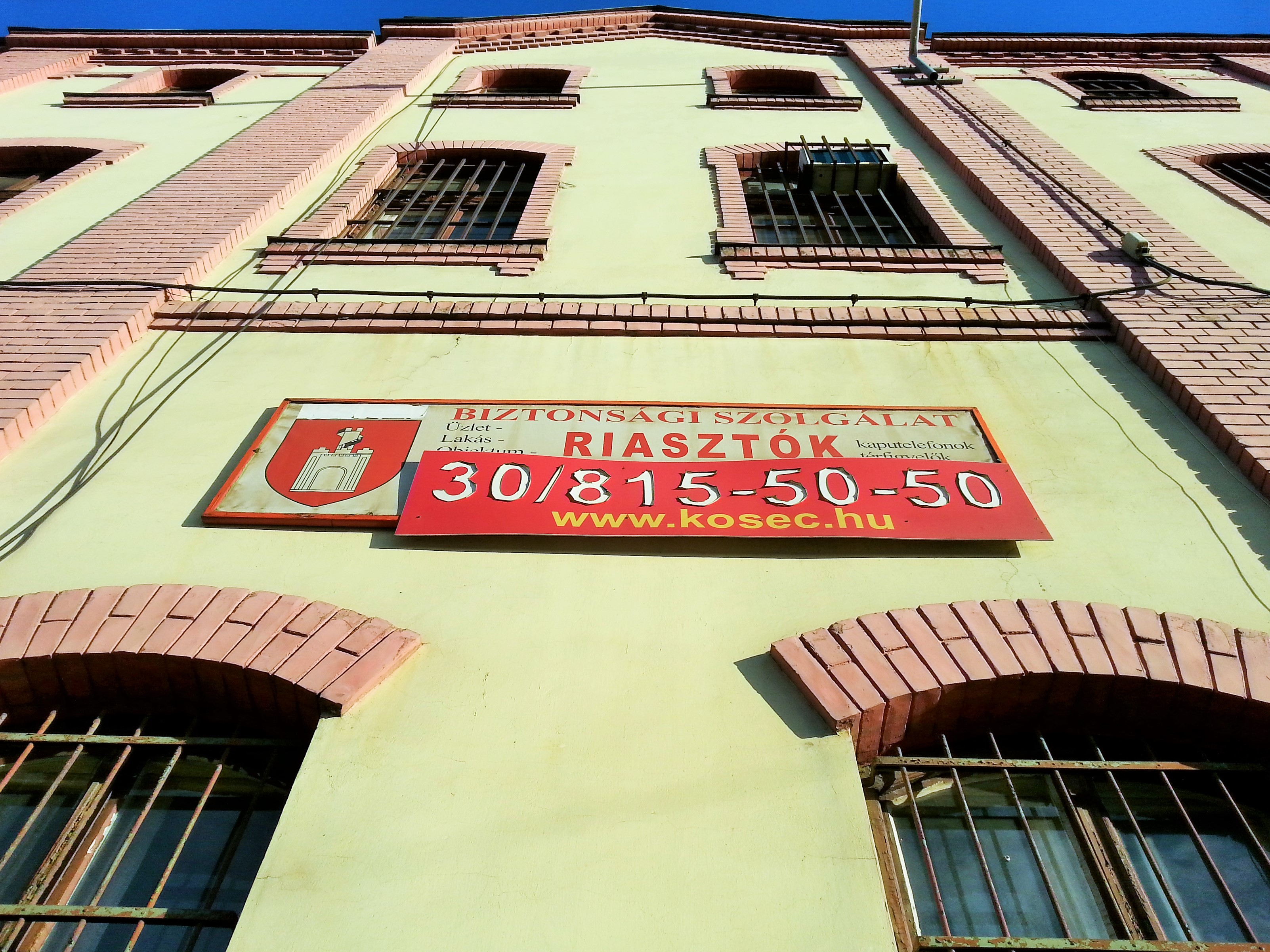